# Bulletin hebdomadaire d'études et de renseignements
Le Bulletin hebdomadaire d'études et de renseignements ou BHER est publié par Météo-France, et donne, pour l'ouest de l'Europe, et pour chaque jour, deux cartes de pressions et de flux (en surface et à 500 hPa), ainsi que, pour la France et les territoires adjacents, quatre cartes de températures et de précipitations et une carte de la fraction d'ensoleillement.